# برج گاردوس

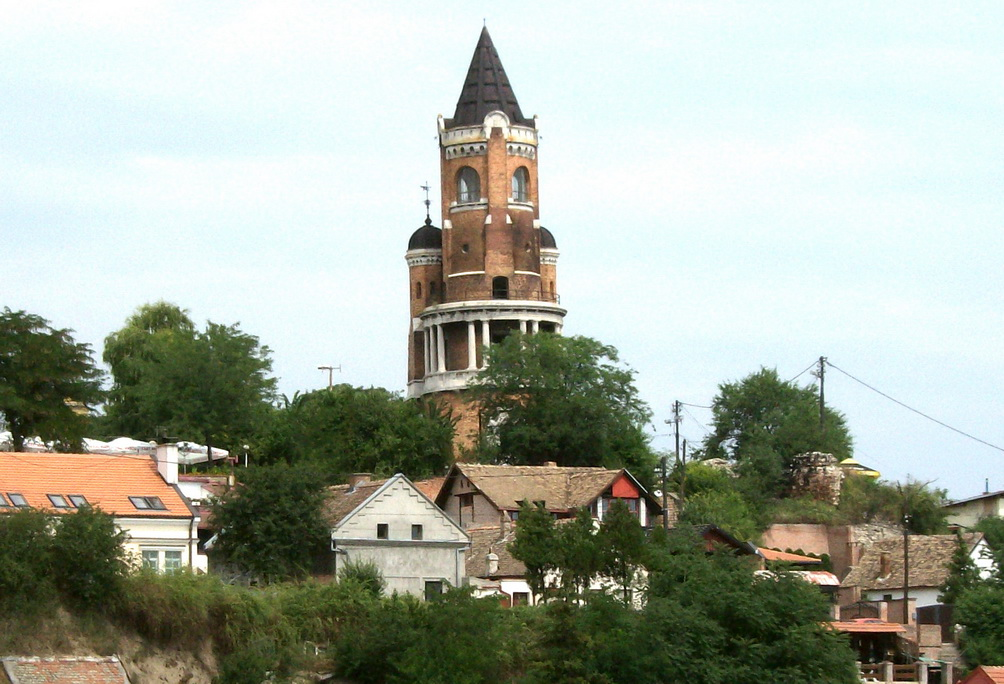
نمایی از برج گاردوس

برج گاردوس (انگلیسی: Gardoš Tower) ساختمان ۳۶ متری مستقر در شهر بلگراد، صربستان است، که در سال ۱۸۹۶ احداث گردید.